# Convenção do Partido Republicano nas Ilhas Virgens dos Estados Unidos em 2012
A eleição primária do Partido Republicano nas Ilhas Virgens dos Estados Unidos em 2012 será realizada em 10 de março de 2012. As Ilhas Virgens terão 9 delegados na Convenção Nacional Republicana.

## Resultados
| Eleição primária do Partido Republicano nas Ilhas Virgens dos Estados Unidos em 2012 | Eleição primária do Partido Republicano nas Ilhas Virgens dos Estados Unidos em 2012 | Eleição primária do Partido Republicano nas Ilhas Virgens dos Estados Unidos em 2012 | Eleição primária do Partido Republicano nas Ilhas Virgens dos Estados Unidos em 2012 |
| Candidato                                                                            | Votos                                                                                | Percentagem                                                                          | Estimativa de delegados nacionais                                                    |
| ------------------------------------------------------------------------------------ | ------------------------------------------------------------------------------------ | ------------------------------------------------------------------------------------ | ------------------------------------------------------------------------------------ |
| Newt Gingrich                                                                        | 0                                                                                    | 0%                                                                                   | 0                                                                                    |
| Ron Paul                                                                             | 0                                                                                    | 0%                                                                                   | 0                                                                                    |
| Mitt Romney                                                                          | 0                                                                                    | 0%                                                                                   | 0                                                                                    |
| Rick Santorum                                                                        | 0                                                                                    | 0%                                                                                   | 0                                                                                    |
| Michele Bachmann                                                                     | 0                                                                                    | 0%                                                                                   | 0                                                                                    |
| Herman Cain                                                                          | 0                                                                                    | 0%                                                                                   | 0                                                                                    |
| Jon Huntsman                                                                         | 0                                                                                    | 0%                                                                                   | 0                                                                                    |
| Gary Johnson                                                                         | 0                                                                                    | 0%                                                                                   | 0                                                                                    |
| Rick Perry                                                                           | 0                                                                                    | 0%                                                                                   | 0                                                                                    |
| Totais                                                                               |                                                                                      |                                                                                      |                                                                                      |

| Obs: | Desistiu da disputa |